# Karl Silberbauer
Karl Josef Silberbauer (Vienna, 21 giugno 1911 – Vienna, 2 settembre 1972) è stato un militare austriaco, SS-Hauptscharführer (maresciallo maggiore) del Sicherheitsdienst (SD, Servizio di sicurezza) nazista.
Nel 1944 ad Amsterdam fu uno degli agenti che arrestarono, in seguito a un'anonima delazione, la quindicenne Anna Frank e la sua famiglia.

## Biografia
Nato e cresciuto a Vienna, era il secondo di tre figli. Dopo aver studiato da perito meccanico ed elettrico, trovò lavoro per circa un anno in una banca. Nel 1931 si arruolò come volontario nell'esercito austriaco e nel 1938, dopo l'annessione dell'Austria al Terzo Reich, seguì le orme del padre ed entrò nelle forze di polizia militare, le Feldjäger. Nel 1939 entrò nella Gestapo (Geheime Staatspolizei, Polizia Segreta di Stato). Nel 1943 si sposò con Barbara Stifter e il 28 maggio dello stesso anno si iscrisse alle SS e incominciò come SS-Oberscharführer a Vienna. Nel novembre dello stesso anno si trasferì ai Servizi di Sicurezza olandesi a L'Aia, precisamente all'ufficio denominato IV B4, che si occupava della cosiddetta questione ebraica.

## L'arresto di Anna Frank
Il 4 agosto 1944 gli fu dato ordine di investigare su una soffiata ricevuta in merito a degli ebrei nascosti ad Amsterdam. Quando arrivò in Prinsengracht 263, edificio con alcuni uffici, tra i quali quelli di Otto Frank, un imprenditore tedesco trasferitosi nel 1933, Silberbauer e i suoi sottoposti interrogarono Victor Kugler e Johannes Kleiman per arrivare al nascondiglio. Miep Gies, viennese e moglie del proprietario dell'edificio, fu anch'essa interrogata, ma le permisero di rimanere nello stabile dopo che Kugler e il socio, insieme a Otto Frank, Edith Frank-Holländer, Margot Frank, Anna Frank, Hermann van Pels, Auguste van Pels, Peter van Pels e Fritz Pfeffer, furono arrestati e portati alla sede della Gestapo. Inviati ai campi di concentramento, solo Otto Frank, Victor Kugler e Johannes Kleimann sopravvissero.

## Nel dopoguerra
Silberbauer ritornò a Vienna nella primavera del 1945 e il 13 luglio 1946 la corte austriaca lo accusò di abusi su prigionieri comunisti nell'anno 1938; fu rilasciato il 18 febbraio 1947. Venne riassunto dalla polizia viennese nella sezione investigativa nel 1954, due anni dopo la pubblicazione inglese del Diario di Anna Frank. Nel 1958 il cacciatore di nazisti Simon Wiesenthal iniziò le ricerche sull'uomo che aveva arrestato Anna Frank. Nel 1948, durante le investigazioni iniziali sul tradimento che portò all'arresto di Anna e delle persone che vivevano con lei, due agenti dei servizi segreti tedeschi presenti all'interrogatorio di Johannes Kleiman, Victor Kugler e Miep Gies, avevano fatto il nome di Silberbauer.

### Il ritrovamento e la fine
Wiesenthal chiese aiuto al padre di Anna, Otto Frank, che si rifiutò, con la motivazione che non poteva dare la colpa dell'accaduto al sottoufficiale. Wiesenthal dissentì e nell'ottobre 1963, dopo due anni in cui aveva trovato altri quattordici austriaci con lo stesso nome, rintracciò Silberbauer a Vienna. Silberbauer era stato sospeso dalla polizia durante alcune nuove indagini su attività naziste non dichiarate durante la guerra e, quando i mass media tedeschi scoprirono dove si trovava, si recarono presso la sua abitazione ed egli ammise che fu lui ad arrestare Anna Frank. La storia fu resa pubblica l'11 novembre 1963 e l'indagine sull'identità dei traditori fu riaperta. Le autorità viennesi e la polizia di Amsterdam non rilevarono particolari crimini per perseguire Silberbauer e le indagini furono archiviate, viste anche le cruciali dichiarazioni di Otto Frank sul fatto che il sottoufficiale avesse solamente eseguito un ordine e che si comportò correttamente e senza crudeltà durante l'arresto.
Successivamente Silberbauer tornò a lavorare nelle forze di polizia viennesi, impiegato nell'archivio criminale. Non ebbe figli e morì nel 1972 a Vienna. I ricordi di Silberbauer sull'arresto erano particolarmente nitidi, soprattutto riguardo ad Otto e Anna Frank; quando chiese a Otto Frank da quanto tempo vivessero nascosti, Frank rispose Due anni ed un mese. Silberbauer rimase incredulo, finché Otto mostrò un segno sul muro che indicava l'altezza di Anna all'inizio della loro permanenza in quella casa, facendogli così notare quanto fosse cresciuta. Silberbauer non disse mai ai suoi superiori chi gli fece la soffiata, se non che era una fonte sicura, e non fu possibile avere altre informazioni in merito. Il suo ufficiale superiore, che aveva originariamente preso la telefonata, si suicidò dopo la guerra.